# زليتن
مدينة زليتن تقع على الساحل الغربي لليبيا، على مسافة 150 كم تقريبًا شرق العاصمة الليبية طرابلس، تحدها من الغرب مدينة الخمس، مصراتة شرقاَ، بني وليد جنوبًا، والبحر الأبيض المتوسط شمالاً. بلغ عدد سكانها حسب إحصاء 2006 حوالي «184 ألف» نسمة، ووفقا لأخر إحصاء (2024م)طبقا للسجل المدني فإن عدد سكان زليتن هو «344,752» نسمة واشتهرت المدينة بكونها المركز الأبرز في البلاد لتعليم الفقه المالكي وتحفيظ القرآن في واحدة من أهم المؤسسات التعليمية في البلاد على مر 500 عام، وهي زاوية سيدي عبد السلام.

## أصل التسمية

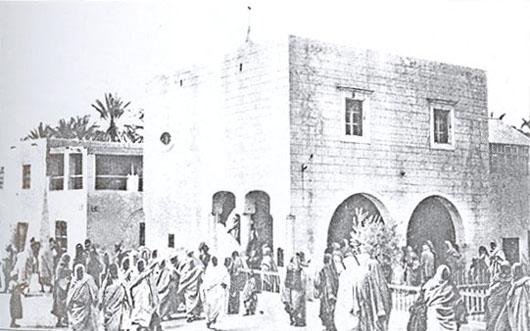
مبنى بلدية زليتن قبل أكثر من 100 عام

تكتب زليتن وكتبت في بعض الأحيان «زليطن»، وفي بعض الوثائق القديمة كتبت «يوزليتن» وترجع بعض المصادر أصل التسمية إلى ظل التين[بحاجة لمصدر] حيث يقول البعض أن المدينة كانت تشتهر من قديم الزمان بشجر التين [محل شك] وكانت زليتن منطقة عبور للقوافل فكان دائما مكان للراحة واللقاء بين القوافل فكان يقال نلتقى بمنطقة ظل التين وحرفت حتى أصبحت ظليتن والغريب ان من المفترض إذا كان هذا الكلام له اصل من الصحة ان تكتب ظلتين وليس ظليتن كما ان زليتن لا تشتهر بانها بلاد التين بل هي بلاد النخيل وايضاً التين يسمى كرموس عند الليبيين ومصطلح تين غير مستخدم اطلاقاً في ليبيا لا قديماً ولا حديثاً، وكل ما هنالك ان البعض وجدها مكتوبة في بعض الوثائق المتأخرة هكذا ظليتن فتوهم هذا الامر؛ وعن اصل كتابتها في العهد العثماني الأول وحتى عهد الأسرة القره مانلية أو ما قبل ذلك كانت يزليتن، وفي الوقت الحاضر أصبحت زليتن وهناك آلاف الوثائق في المدينة كتب اسم المدينة فيها هكذا يزليتن وكتبت في بعض المخطوطات يوزليتن وفي البعض الآخر «يازليتن» بإشباع حركتي الضم والفتح وهو قليل وفي الفترة المتأخرة من الحكم التركي وخصوصا في الوثائق الصادرة من الجهات الرسمية الحكومية كتبت ظليتن ويعتقد ان السبب هو ان المدينة في هذا العهد كانت تتبع قضاء مصراتة ولا يخفى عن البعض أن سكان هذه المنطقة - مصراتة - يكتبون الزاي المفخمة ظاء مشالا وهم ينطقون حرف الظاء زايا مفخمة أي كنطق أهل مصر لحرف الظاء وبهذا يتبين لنا أن حرف الزاي في كلمة يزليتن هو زين مفخمة،
والياء فالبداية تشير للأسم المذكر فاللغة العربية
.
ورأى ابن خلدون في هذه الزاي أن تكتب صادا في وسطها نقطة، وتوجد مخطوطة في دار الكتب المصرية تحت رقم 10956ح بخط الشيخ عبد الواحد الفطيسي يعود تاريخها إلى ما قبل أربعة قرون وهو من أعيان زليتن كتبت فيها كلمة زليتن أكثر من عشرين مرة هكذا (يزليتن).

## الموقع الجغرافي
تقع مدينة زليتن في الجهة الغربية من ليبيا من جهة الشمال، وتطل على البحر الأبيض المتوسط بساحل طوله 65 كيلو متر وهي تبعد عن طرابلس العاصمة 157 كيلومتر شرقا وتتمركز على سبخة من جهة الشمال بمساحة تزيد عن ثمانية كيلو متر مربع، تحدها من الغرب مدينة الخمس ومن الجنوب تحد في تراب بني وليد، ومن الشرق مدينة مصراتة.
ويقال ان اصلها كان أمازيغي

## التطور التاريخي في زليتن

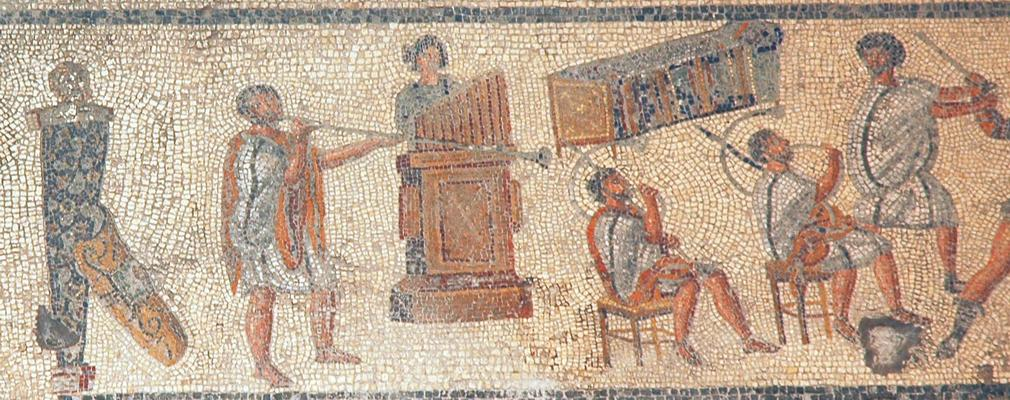
لوحة فسيفساء أثرية في مدينة زليتن

في خلال 4 عقود من الزمن، تغيرت ملامح زليتن، التي لو رأيت صورتها في بداية السبعينيات لظننت أنها قرية تحيط بها بساتين النخيل من كل جانب. تلك القرية، لم يكن محيطها يبتعد عن مركزها كثيرا، فلو قلنا أن (البياسة Piazza وهي الميدان العام الذي به محطات سيارات الجرة قديما وحديثا) هي مركز تلك المدينة القرية، فإن محيطها هو سور الكردون الذي كان يحيط بها من الجهات الأربع، وهو في الواقع ليس مربعا) أضلاع هذا الكردون تمتد بالقرب من محطة وقود وسط المدينة حاليا قصر بن اقداره ومن هناك بمحاذاة الطريق الدائري حت جامع (حمادي) ويمتد مع الشارع الرئيس بسوق الحرير إلى السور الجنوبي لمدرسة زليتن المركزية ويمتد (قليلا) مع السور الجنوبي للمدرسة الابتدائية المركزية سابقا ويتجه بعدها نحو الجنوب حتى يقترب من منازل عائلة (قَنُّود) ثم يتجه مع الطريق الدائري الحالي إلى محطة وقود المدينة التي بدأنا منها الوصف. ولم تكن كل المساحة داخل هذه المحدود متميزة بالجانب المدني.
وبفضل الله أولا، ثم بفضل أبنائها انتعش الجانب العمراني، فامتدت تلك القرية إلى خارج مركزها وأصبحت اليوم (تتسع شيئا فشيئا)، ومع أن هذه العبارة توحي بالبطء، إلا أن وتيرة الواقع قد تكون أسرع. ولولا الإهمال الذي تعرضت له هذه المدينة خلال العقود السابقة، فلربما كانت اليوم أوسع مما هي الآن.

## التركيبة السكانية
التعداد السكاني للمدينة يقدر بحوالي 335.000 نسمة وفقا لتعداد 2023 بحسب الاعدادي المصادر عن بلدية زليتن  تغلب عليه فئة الشباب من ذكور وإناث وفئة متوسطي العمر من ذكور وإناث وتقل نسبة الذكور من فئة كبار السن.
المنطقة الساحلية في المدينة هي الأكثر تعداد للسكان رغم أن تعداد الأفراد القاطنين بالقرب من البحر أقل عنه في القاطنين في البر بعد ذلك.

## ياء وشوارع مدينة زليتن
▪︎منطقة ماجر وتضم 16 حيا.
▪︎محلة أبو جريدة.
▪︎الدراوة والبكاكشة.
▪︎حي عائلة الصيد.
▪︎حي كادوش.
▪︎حي الشيخ.
▪︎المنطرحة.
▪︎حي أبو رقية.
▪︎حي البازة.
▪︎حي الغويلات.
▪︎إزدو الشمالية.
▪︎وادي كعام.
▪︎الدافنية.
▪︎ الكرمة.
▪︎القصبة.
▪︎سوق الثلاثاء. وحي اولاد سليمان السبعة
وجزيرة الفوقة
وسي مفتاح الصفراني
وسي سليم
ومنطقة سي عبدنور
وعبدالله بن مسعود
وشارع العقيب
وشارع المضوي
وراس اغريبي
وراس المضوي
وشارع الفتح الإسلامي
وشارع مجد العروبة
وزاوية اولاد سليمان السبعة الفيتوري
وشارع كشيرمة
وشارع الملح
وشارع الجهاد
وشارع الخولق
وشارع مكة
وشارع غزة
وحي الجهاد
وحي الدافنية
وحي نعيمة وحي اجننة السبعة
وشارع النجاح
وشارع الرويح
ومنطقة ادواو
وشارع الحرية
وشارع بيلال
وشارع اليقظة
وحي ازدو الشمالي
وحي ازدو الغربي

## الجانب الثقافي والفكري
```
لأداء 
فريضة الحج
```

عرفت مدينة زليتن في جوانب فكرية عدة أهمها الجانب الديني الذي كان يرتكز في انتشاره على منارات تحفيظ القرآن، وحلقات دروس الفقه والحديث. ومن أهم هذه المنارات منارة الشيخ عبد السلام الأسمر ومنارة السبعة، ومنارة البازة وزاوية الفطيسي والتي كان يقصدها الكثير من الوافدين لحفظ القرآن ودراسة علومه كما تنتشر خلاوي تحفيظ القران في معظم المساجد.
-التعليم العالي
يوجد بالمدينة المقر الإداري للجامعة الأسمرية الإسلامية، التي تتبعها الكليات التالية:
1. كلية العلوم الإنسانية للبنات
2. كلية أصول الدين
3. كلية اللغة العربية
4. كلية الشريعة والقانون
5. كلية الدعوة الإسلامية
6 كلية الاقتصاد والعلوم السياسية
7. كلية طب الأسنان
8. كلية الآداب
9. كلية العلوم
10. كلية التربية
11. كلية الطب البشري
12. كلية الهندسة
13. كلية الموارد البحرية
وتتبعها بعض الكليات في مدن مسلاته وسبها والبيضاء.
وهناك بالمدينة
- المعهد العالي للمهن الهندسية، ويعتبر أقدم مؤسسة تعليم عالي بالمدينة حيث أنشئ سنة 1984 باسم المعهد العالي للكهرباء.

## الموارد والثروات

### الزراعة
تحتوي زليتن على مناطق زراعية مهمة على مستوى البلاد ككل خاصة منطقة الدافنية وكعام حيث المزارع المنظمة والمخطط لها أبان الاستعمار الإيطالي، ومنطقة إزدو حيث يوجد بها مشروع زراعي وحيواني كبير وكذلك اشتهرت منطقة ازدو الشمالية والجنوبية بزراعة القرعة ولكن في الوقت الحالى تكاد تنتهى لملوحة المياه الجوفية.
تشتهر زليتن بوفرة أشجار النخيل، مما يعتبر أحد أهم مصادر دخلها الزراعي والذي يغطى إنتاجها العديد من المدن الليبية جنبا بجنب مع مناطق أخرى كفزان وهون، كما أن زراعة أشجار الزيتون واللوز والكرم مزدهرة خاصة في (البر) جنوب زليتن على حدودها مع بني وليد

### الصناعة
- يوجد بمدينة زليتن أكبر مصنعين لإنتاج الاسمنت في ليبيا، بقدرة تم تحديدها بأربعة خطوط إلى ستة بالإجمال رغم أن القدرة تكمن في خط لكل مصنع وذلك للحد من الضغط على المصنعين فيما يتم إنشاء الثالث ومنح فرصة لباقي المصانع..

المصنع الثاني مملوك بالكامل لشركة الاتحاد العربي للمقاولات بخطيه الأول والثاني وقد افتتح الخط الأول في 2005-9-11، الخط الثاني يتوقع افتتاحه في 2009-9-1.
- مصنع أعلاف مملوك بالكامل للأفراد.
- مصنع الحديد والصلب.
- مصانع مملوكة للأفراد لانتاج الألبان ومشتقاتها.
- مصانع مملوكة للأفراد لانتاج المواد الغذائية
- مصنع للتونة ولحوم الأسماك المعلبة.
- مصنع زليتن للخبيز والبيسكويت.
- مصنع زليتن للملابس والأزياء الجاهزة.
- مصانع مملوكة للأفراد الخاصة بالصناعات التقليدية.
- ورش صناعية مختلفة مملوكة للأفراد خاصة في مجال استنساخ قطع غيار الآلات والنجارة والحدادة.
- مصنع الأتحاد العربي لتصنيع الأرفف المعدنية والأتات المعدني

### السياحة
السياحة ترتكز على وجود بعض أشكال وبقايا الحضارة الرومانية أو الآثار العثمانية والإيطالية في المدينة كقصر الحرشاء ودار بوك عميرة ومبنى البلدية العثماني ومبنى البلدية الإيطالي والمنتزه الروماني المطل على البحر..
في المدينة يعتبر فندق زليتن بثلاث نجوم هو الأهم، بطاقة استعابية 65 غرفة، تنتشر العديد من الفنادق الشعبية وتفتقر المدينة إلى القطاع الفندقي المؤهل، كما أن شبكة طرقها أصبحت بحاجة ملحة إلى التحديث كثرة المطبات بحيث أصبح امام كل منزل مطب

### الأعمال المصرفية وتجارة المجوهرات
تزدهر أعمال العملات وتجارة المجوهرات في المدينة، والذي يضم سوق الذهب والعملات وشركة الصرافة وشركة ويسترن يونين وشركة مونيغرام ومصرف الأهلي ومصرف الأمة ومصرف الصحاري في نفس المكان.

### المشاريع النامية في المدينة
- مواد البناء والتشييد والآلات الثقيلة.
- أسواق المال والمجوهرات.
- المراكز الصحية والرعاية الخاصة.

### العواصم الدول العربية توأمة
- طرابلس  ليبيا
- تونس العاصمة  تونس
- الجزائر العاصمة الجزائر
- الرباط المغرب
- نواكشوط موريتانيا
- الخرطوم  السودان
- مكة المكرمة السعودية
- المدينة المنورة

 السعودية 
- الرياض السعودية
- أبوظبي'إمارة أبوظبي' الإمارات العربية المتحدة
- الدوحة قطر
- المنامة البحرين
- مدينة الكويت  الكويت
- مسقط  سلطنة عمان
- صنعاء  اليمن

## وصلات خارجية
- زليتن
- فندق زليتن نسخة محفوظة 31 يناير 2008 على موقع واي باك مشين.
- صور قديمة لمدينة زليتن على يوتيوب
- ليبين بلوغر
- مستشفى زليتن التعليمي
- الجامعة الأسمرية للعلوم الإسلامية
- اللجنة الإعلامية لثوار 17 فبراير زليتن